# レガデノソン
レガデノソン(Regadenoson)は、アデノシンA2A受容体のアゴニストで、冠状動脈の血管拡張薬である。心筋血流イメージングにおいて、血管を急速に、検査に必要な時間だけ充血させておくために用いられる。
アデノシンやドブタミンなどの同用途に用いられる薬剤と比較して、
- 患者の体重・腎機能に合わせた投与量調節が不要であるため、シリンジを用いた1回での投与が可能である
- A2A受容体に特異的に作用するため、副作用が少ない
- 血流の増加量は2.5倍程度で、副作用を防ぎつつ、十分な検査を行うことができる増加量である
- 血流の増加は2-3分で消失するため、検査中は効果を持続させつつ、終了後には速やかに元に戻る

などの優位性がある。
アメリカ食品医薬品局によって2008年4月10日に認可され、アステラス製薬からLexiscanの商標名で販売されている。欧州連合では、Rapiscanの名前で使用が認可されている。現在はGEヘルスケアから、イギリスとドイツの両国で販売されている。